# Balduino de Ibelín (fallecido en 1267)
Balduino de Ibelín (fallecido el 21 de febrero de 1267) fue senescal del Reino de Chipre. Fue el cuarto hijo de Juan de Ibelín (el Viejo Señor de Beirut), y de su segunda esposa Melisenda de Arsuf.
En 1232 intervino en la batalla de Agridi. En 1246 fue nombrado senescal de Chipre y en 1250 fue capturado en la batalla de El Mansurá.
Se casó en 1230 con Alicia, hija de Gutierre III de Bethsan y de Teodora Comnena, y tuvo a:
- Juan (fallecido en 1250), casado con Isabel de Rivet.
- Felipe (muerto de 1304).
- Guido (fallecido en 1270), casado con María, hija de Haitón I de Armenia e Isabel de Armenia.
- Balián, casado con Margarita Visconti.
- Hugo (fallecido en 1315), regente de Chipre en 1306.
- Melisenda de Ibelín, muerta siendo todavía niña.